# Hollán Adolf
Kislődi Hollán Adolf (Zalaegerszeg, 1810. október 12. – Pozsony, 1893. április 6.) miniszteri tanácsos, orvos.

## Családja
Római katolikus polgári családban született Hollán József orvos és belga származású Hohl Johanna (néhol Holl) gyermekeként. Testvérei Hollán Hugó katonatiszt, és Hollán Ernő hadmérnök, honvéd tábornok. Fiai id. Hollán Sándor államtitkár és Hollán Viktor országgyűlési képviselő, unokája ifj. Hollán Sándor államtitkár. Felesége Pingitzer Jozefa, akit 1837. február 2-án vett nőül Pesten, a belvárosi plébániatemplomban. 1882. január 23-án már mint miniszteri tanácsos és a pozsonyi orsz. kórház igazgatója, az uralkodótól nemességet és a kislődi nemesi előnevet kapott.

## Élete
1837-ben szerezte meg orvosdoktori oklevelét a pesti egyetemen, 1840-ben gyakorló orvosként működött Szombathelyen, majd a pozsonyi országos közkórház igazgatójává nevezték ki. 1873. december 31-én miniszteri tanácsos lett. Megkapta a III. osztályú Ferenc József-rend vitéze kitüntetést. Nyolcvankét éves korában hunyt el, Pozsonyban.

## Művei
- Dissertatio inaug. medica. Clima respectu medico consideratum, Pestini, 1837
- A pozsonyi magyar királyi országos kórházban 1876. évben ápolt összes betegeknek táblás kimutatása, Pozsony, 1877